# Domenjón González de Andía
Domenjón González de Andía (Tolosa, Guipúzcoa, ¿? - Zumaya, Guipúzcoa, 18 de noviembre de 1489) es un importante personaje histórico de la Guipúzcoa del siglo XV. Se le considera como la persona que logró acabar con la guerras banderizas en la Provincia de Guipúzcoa al liderar a la hermandad de Guipúzcoa en 1457 en su rebelión contra los señores feudales, propiciando su expulsión del territorio y la imposición de la autoridad real. Con posterioridad fue figura clave en la formación de las instituciones forales que gobernaron Guipúzcoa hasta el siglo XIX. Fue llamado Gipuzkoako erregea (el rey de Guipúzcoa) por sus contemporáneos, debido al poder y a la influencia que ejerció en este territorio.

## Datos biográficos
Sus padres fueron Gonzalo González de Andía y Ayala, Señor de la Torre de Andía y vasallo de S.M. el Rey de Castilla y León, y Elvira de Verdelladi. Se desconocen numerosos datos biográficos de este personaje. Se supone que nació en la villa de Tolosa (Guipúzcoa) en la primera mitad del siglo XV, ya que se le cita en numerosas ocasiones como vecino de esta localidad. Se estima que nació hacia 1410. Se considera su lugar de nacimiento la Torre de Andía de esta localidad guipuzcoana. 
Estudió leyes en varias universidades de la península. Con posterioridad regresó a su provincia natal, donde ejerció como juntero en representación de su villa natal.
Se cree que sirvió en las cortes de los reyes castellanos Juan II (1406-1454), Enrique IV (1454-1474) y en la de los Reyes Católicos (1474-1504).
Fue también comerciante, ejerció numerosos negocios y tuvo muchas propiedades.

### Dirigente de la Hermandad de Guipúzcoa
Las guerras banderizas se habían iniciado en la segunda mitad del siglo XIV por el enfrentamiento entre sí de las cabezas de linajes guipuzcoanos, llamados Parientes Mayores. Este fenómeno se produjo también en otros territorios vascos. Estas cabezas de linaje vieron disminuir su influencia en el territorio por la formación de villas que se encontraban bajo la directa jurisdicción real. Las villas guipuzcoanas decidieron unirse entre sí para protegerse mutuamente contra los desmanes cometidos por los "Parientes Mayores". Así nacen en 1397 las Juntas Generales de Guipúzcoa que agrupan en su seno a representantes de las villas existentes en aquel momento en territorio guipuzcoano.
Sin embargo. las luchas que enfrentaban a los nobles entre sí siguieron produciéndose a lo largo del siglo XV, en una continua sucesión de venganzas familiares entrelazadas que afectaban de forma colateral a las villas y al pueblo llano. 
Según Lope García de Salazar en su obra Las Bienandanzas e Fortunas, Andía era secretario (escribano fiel) de las Juntas Generales de Guipúzcoa en 1456 cuando estas se levantaron en armas contra los Parientes Mayores. Las villas guipuzcoana, unidas entre sí, atacaron a los Parientes Mayores de los dos bandos enfrentados entre sí, desterraron a sus cabecillas fuera del país, desmocharon sus torres y acabaron con parte de sus privilegios feudales. Las Juntas de Guipúzcoa obtuvieron el beneplácito del rey Enrique IV de Castilla en su empeño, que vio así asentada la soberanía de la Corona sobre todo el territorio de Guipúzcoa.
En los años siguientes, bajo la dirección de Andía se dio forma a la estructura política del territorio, que cristalizó en la formación de la Hermandad de Guipúzcoa (Provincia de Guipúzcoa) en 1463 y la Diputación de Guipúzcoa, y se dio estabilidad a las Juntas Generales de Guipúzcoa. Se puede decir, por tanto, que González de Andía sentó las bases del régimen político que gobernaría Guipúzcoa hasta el siglo XIX.
Consiguió que se concediera la alcaldía de sacas a la Hermandad de Guipúzcoa, siendo el primero en ejercer ese cargo. También participó como intermediario para evitar que el rey castigara a sus vecinos de Tolosa por el asesinato del recaudador de impuestos Jacob Gaón en 1463.
Los Reyes Católicos le nombraron con posterioridad corregidor de Guipúzcoa, un cargo que había creado unos años antes Alfonso XI. Este cargo servía para desempeñar funciones jurídicas, políticas, gubernativas y administrativas en la provincia, presidiendo las Juntas Generales y controlando la actuación de las autoridades locales. Era, por ejemplo, el encargado de convocar la Diputación para acudir a las armas en defensa del país. En 1484 se le menciona armando unos navíos de guerra para la Conquista de Granada.

### Relaciones con Inglaterra
Según cuentan Lope Martínez de Isasti y Pablo Gorosábel, en 1471 González de Andía acudió como coronel de una tropa guipuzcoana en auxilio del rey inglés Eduardo IV en su enfrentamiento con el rey francés Luis XI. Eduardo IV, de la Casa de York, se tuvo que exiliar en 1470 en Borgoña a raíz de su derrocamiento por su rival al trono inglés Enrique VI de la Casa Lancaster durante la guerra civil inglesa conocida como Guerra de las Dos Rosas. El rey Luis XI de Francia, aliado con los Lancaster, atacó a Borgoña, donde se había refugiado el rey huido. No sé sabe a ciencia cierta qué servicio prestaron los guipuzcoanos al rey inglés, aunque este estuvo probablemente basado en el poderío naval que tenía la flota guipuzcoana. Eduardo IV pudo volver a su país ese mismo año al mando de una pequeña fuerza y posteriormente recuperar el trono, tras lograr que sus antiguos seguidores se unieran de nuevo a su causa.
A raíz de este hecho, estos mismos autores sostienen que González de Andía fue distinguido con la Orden de la Jarretera por parte de Eduardo IV, la orden de caballería más antigua e importante existente en dicho país. Otros autores, como Serapio Múgica, Carmelo de Echegaray y Fausto Arocena, llegaron, sin embargo, a la conclusión de que no fue distinguido con esta orden, sino con alguna otra orden de caballería de menor importancia.
Lo cierto es que a partir de este hecho, las relaciones políticas y comerciales de Guipúzcoa con Inglaterra se estrecharon. En 1474 la Hermandad de Guipúzcoa firmó con el Reino de Inglaterra un convenio de recíprocas indemnizaciones. Años más tarde, en 1482 se cerró finalmente un tratado de comercio entre Inglaterra y Guipúzcoa que suscribió una embajada guipuzcoana en Londres. Aunque González de Andía no tomó parte en esta embajada, sí tuvo un importante papel en la negociación previa.

### Fallecimiento
Domenjón González de Andía falleció en la localidad guipuzcoana de Zumaya el 18 de noviembre de 1489, cuando asistía a las Juntas Generales de Guipúzcoa que se reunían por turno en dicha localidad costera. Su cadáver fue trasladado el mismo día a Tolosa, donde fue enterrado al día siguiente. Casó con Catalina de Tapia, dejando cuatro hijos: Antón, el Licenciado Beltrán Martínez, Pedro González y Martina.

### Personaje del folklore popular
Domenjón González de Andía fue conocido popularmente como Gipuzkoako erregea (el rey de Guipúzcoa).
Se han conservado unos versos populares al respecto: 

Sagarra eder gezatea
gerriyan ere ezpatea 
Domejon de Andia
Gipuzkoako erregia.

Bella manzana dulce
también espada en la cintura
Domenjón de Andía
rey de Guipúzcoa

En 1866 la ciudad de San Sebastián dio su nombre a una de sus calles más céntricas, la calle Andía. Se encuentra en una zona de la ciudad donde las calles están dedicadas a insignes guipuzcoanos, como Elcano, Legazpi, Garibay, Churruca, Peñaflorida, Oquendo, etc.
Su ciudad natal, Tolosa, también le dedica una calle.